# مارك ديفيس (لاعب غولف)
مارك ديفيس (بالإنجليزية: Mark Davis)‏ هو لاعب غولف بريطاني، ولد في 4 يوليو 1964 في برنتوود ‏ في المملكة المتحدة.

## وصلات خارجية
- مارك ديفيس على موقع رابطة أوروبا للاعبي الغولف المحترفين (الإنجليزية)
- مارك ديفيس على موقع التصنيف العالمي الرسمي للغولف (الإنجليزية)